# Polisens grader i Estland

I Estland används följande tjänstegrader i polisen. Från 1 januari 2010 slogs polisen, gränsbevakningen och migrationsverket samman och bildar en ny gemensam polis- och gränsbevakningsmyndighet. Skyddspolisen förblev en egen myndighet.

## Polis och gränsbevakning från 2010

### Rangordning
| Rangordning | Grader vid polisen och gränsbevakningen | Grader vid de sjögående gränsbevakningsenheterna | Grader vid skyddspolisen |
| ----------- | --------------------------------------- | ------------------------------------------------ | ------------------------ |
| 1.          | Politseikindral                         | -                                                | Politseikindral          |
| 2.          | Politseikindralinspektor                | -                                                | Politseikindralinspektor |
| 3.          | Politseikolonel                         | -                                                | Politseikolonel          |
| 4.          | Politseikolonelleitnant                 | -                                                | Politseikolonelleitnant  |
| 5.          | Politseimajor                           | Politseimajor                                    | Politseimajor            |
| 6.          | Politseikapten                          | Politseikapten                                   | Politseikapten           |
| 7.          | Politseileitnant                        | Politseileitnant                                 | Politseileitnant         |
| 8.          | Vanemkommissar                          | Vanemkommissar                                   | Vanemkommissar           |
| 9.          | Kommissar                               | -                                                | Kommissar                |
| 10.         | Ülemkonstaabel/Üleminspektor            | Ülemveebel Vanemveebel                           | Ülemassistent            |
| 11.         | Vanemkonstaabel/Vaneminspektor          | Veebel                                           | Vanemassistent           |
| 12.         | Konstaabel/Inspektor                    | Vanemmadrus                                      | Assistent                |
| 13.         | Nooremkonstaabel                        | -                                                | Nooremassistent          |
| 14.         | Politseikadett                          | -                                                | Politseikadett           |

### Övergång från det äldre till det nyare systemet
| Rangordning | Ny grad                        | Tidigare grad i polisen                                               | Tidigare grad i gränsbevakningen                                  |
| ----------- | ------------------------------ | --------------------------------------------------------------------- | ----------------------------------------------------------------- |
| 1.          | Politseikindral                | -                                                                     | Piirivalvekindralmajor                                            |
| 2.          | Politseikindralinspektor       | -                                                                     | Piirivalvebrigaadikindral                                         |
| 3.          | Politseikolonel                | Politseipeadirektor Politseiprefekt etcetera                          | Piirivalvekolonel                                                 |
| 4.          | Politseikolonelleitnant        | Politseiprefekt etcetera Politseidirektor                             | Piirivalvekolonelleitnant                                         |
| 5.          | Politseimajor                  | Politseiprefekt etcetera Politseidirektor Politseinõunik Ülemkomissar | Piirivalvemajor                                                   |
| 6.          | Politseikapten                 | Politseinõunik Ülemkomissar Vanemkomissar                             | Piirivalvekapten                                                  |
| 7.          | Politseileitnant               | Ülemkomissar Vanemkomissar Komissar                                   | Piirivalveleitnant Piirivalvenooremleitnant                       |
| 8.          | Vanemkomissar                  | Vanemkomissar Komissar                                                | -                                                                 |
| 9.          | Komissar                       | Komissar                                                              | Piirivalvelipnik                                                  |
| 10.         | Ülemkonstaabel/Üleminspektor   | Juhtivkonstaabel/Politseijuhtivinspektor                              | Piirivalveülemveebel Piirivalvestaabiveebel Piirivalvevanemveebel |
| 11.         | Vanemkonstaabel/Vaneminspektor | Vanemkonstaabel/Politseivaneminspektor                                | Piirivalveveebel Piirivalvenooremveebel Piirivalvevanemseersant   |
| 12.         | Konstaabel/Inspektor           | Konstaabel/Politseiinspektor                                          | Piirivalveseersant Piirivalvenooremseersant                       |
| 13.         | Nooremkonstaabel               | Nooremkonstaabel                                                      | Piirivalvekapral/Vanemmadrus Piirivalvereamees                    |

### Översättning till svenska
| Översättning till svenska av de gamla graderna i polisen                                                                          | Översättning till svenska av de nya graderna i polisen/gränsbevakningen |
| --- | ----------------------------------------------------------------------- |
| Polisöverdirektör | Polisöverste                                                            |
| Polisprefekt Centralkriminalpolisens direktör Personskyddspolisens direktör Biträdande polisöverdirektör Polishögskolans direktör | Polisöverste Polisöverstelöjtnant Polismajor                            |
| Polisdirektör | Polisöverstelöjtnant Polismajor                                         |
| Polisråd Polisunderprefekt Överkommissarie                                                                                        | Polismajor Poliskapten                                                  |
| Äldre kommissarie | Poliskapten Polislöjtnant Äldre kommissarie                             |
| Kommissarie | Äldre kommissarie Kommissarie                                           |
| Ledande polisinspektör/Ledande konstapel                                                                                          | Överinspektör/Överkonstapel                                             |
| Äldre polisinspektör/Äldre konstapel                                                                                              | Äldre inspektör/Äldre konstapel                                         |
| Polisinspektör/konstapel | Inspektör/Konstapel                                                     |
| Yngre konstapel | Yngre konstapel                                                         |
| Poliskadett | Poliskadett                                                             |

## Polisen före 2010
| Rangordning | Grader i polisen | Grader i skyddspolisen                          | Motsvarighet i svenska polisen                                                         |
| ----------- | --- | ----------------------------------------------- | -------------------------------------------------------------------------------------- |
| 1.          | Politseipeadirektor | Kaitsepolitsei peadirektor                      | Rikspolischef respektive Generaldirektör och chef för säkerhetspolisen                 |
| 2.          | Politseiprefekt Keskkriminaalpolitsei direktor Julgestuspolitsei direktor Politseipeadirektori asetäitja Politseikolledži direktor | Kaitsepolitsei peadirektori asetäitja           | Länspolismästare                                                                       |
| 3.          | Politseidirektor | Politseidirektor                                | Polisöverintendent                                                                     |
| 4.          | Politseinõunik Politseiaseprefekti Ülemkomissar                                                                                    | Politseinõunik Politseiasedirektor Ülemkomissar | Polisintendent                                                                         |
| 5.          | Vanemkomissar | Vanemkomissar                                   | Poliskommissarie med högre tjänsteställning                                            |
| 6.          | Komissar | Komissar                                        | Poliskommissarie                                                                       |
| 7.          | Politseijuhtivinspektor Juhtivkonstaabel                                                                                           | Juhtivassistent                                 | Kriminalinspektör med högre tjänsteställning Polisinspektör med högre tjänsteställning |
| 8.          | Politseivaneminspektor Vanemkonstaabel                                                                                             | Vanemassistent                                  | Kriminalinspektör Polisinspektör                                                       |
| 9.          | Politseiinspektor Konstaabel | Assistent                                       | Kriminalassistent Polisassistent                                                       |
| 10.         | Nooremkonstaabel | Nooremassistent                                 | Polisassistent                                                                         |
| 11.         | Politseikadett | Politseikadett                                  | Polisaspirant och Polisstudent                                                         |

### Översättning av graderna till svenska
| Rangordning | Grader i polisen | Översättning till svenska | Grader i skyddspolisen                          | Översättning till svenska                   |
| ----------- | --- | --- | ----------------------------------------------- | ------------------------------------------- |
| 1.          | Politseipeadirektor | Polisöverdirektör | Kaitsepolitsei peadirektor                      | Skyddspolisens överdirektör                 |
| 2.          | Politseiprefekt Keskkriminaalpolitsei direktor Julgestuspolitsei direktor Politseipeadirektori asetäitja Politseikolledži direktor | Polisprefekt Centralkriminalpolisens direktör Personskyddspolisens direktör Biträdande polisöverdirektör Polishögskolans direktör | Kaitsepolitsei peadirektori asetäitja           | Skyddspolisens biträdande överdirektör      |
| 3.          | Politseidirektor | Polisdirektör | Politseidirektor                                | Polisdirektör                               |
| 4.          | Politseinõunik Politseiaseprefekti Ülemkomissar                                                                                    | Polisråd Polisunderprefekt Överkommissarie                                                                                        | Politseinõunik Politseiasedirektor Ülemkomissar | Polisråd Polisunderdirektör Överkommissarie |
| 5.          | Vanemkomissar | Äldre kommissarie | Vanemkomissar                                   | Äldre kommissarie                           |
| 6.          | Komissar | Kommissarie | Komissar                                        | Kommissarie                                 |
| 7.          | Politseijuhtivinspektor Juhtivkonstaabel                                                                                           | Ledande polisinspektör Ledande konstapel                                                                                          | Juhtivassistent                                 | Ledande assistent                           |
| 8.          | Politseivaneminspektor Vanemkonstaabel                                                                                             | Äldre polisinspektör Äldre konstapel                                                                                              | Vanemassistent                                  | Äldre assistent                             |
| 9.          | Politseiinspektor Konstaabel | Polisinspektör Konstapel | Assistent                                       | Assistent                                   |
| 10.         | Nooremkonstaabel | Yngre konstapel | Nooremassistent                                 | Yngre assistent                             |
| 11.         | Politseikadett | Poliskadett | Politseikadett                                  | Poliskadett                                 |